# Bradesco Esportes FM (São Paulo)
Bradesco Esportes FM foi uma rádio em FM 94.1 MHz, geradora da rede de mesmo nome, cuja concessão e transmissor se localizam na cidade de São Paulo. Sucedeu a rádio Oi FM em 2012, sendo inaugurada em 17 de maio do mesmo ano, com a transmissão de Vélez Sarsfield x Santos, pelas quartas-de-final da Copa Libertadores da América de 2012. As transmissões foram encerradas em 12 de março de 2017.
Contou com os narradores Rafael Spinelli, Renato Rainha, Fernando Camargo, Ivan Zimmermann e Rogério Assis e com os comentaristas Antônio Petrin, Elia Júnior, Fábio Piperno e Velloso. Ainda contava com os especialistas Ivan Zimmermann e Álvaro José, sobre os mais diversos esportes. Também utilizou profissionais da Rádio Bandeirantes e BandNews FM durante a programação.

## História
Em 31 de julho de 2013, a equipe que transmitia futebol na rádio foi demitida. Dentre eles, estavam o narrador Hugo Botelho, o repórter Vanderlei Lima entre outros. Já Alexandre Praetzel saiu do projeto focando apenas na TV Band e na Rádio Bandeirantes. Tatiana Ferraz, Erich Beting, Fernando Camargo, entre outros, saíram da emissora. Por quase 8 meses, utilizou a equipe esportiva da BandNews FM repetindo a dobradinha que acontecia no RJ nos jogos de futebol mais importantes, porém a Bradesco SP transmitia alguns jogos de futebol que não tinham interesse do público da rede jornalística. No fim de novembro de 2013, a emissora também passou a ter programação musical do gênero rock. 
Porém em 9 de março de 2014, no jogo Corinthians x São Paulo válido pelo Campeonato Paulista, voltou a transmitir futebol com equipe própria contando com profissionais como o locutor Renato Rainha (que também trabalhava na Nativa FM), Alexandre Praetzel (que voltou a emissora na função de comentarista), além dos profissionais que já estavam na emissora. Além disso, profissionais como Milton Neves, o ex-jogador Denílson, o comentarista da Rádio Bandeirantes Cláudio Zaidan, o locutor Robson Ramos (que também trabalha na Band FM) e o ex-velocista Robson Caetano reforçaram a equipe da rádio que foi remontada, cuja nova programação estreou no dia 17 de março de 2014.
Em 2015 e 2016, vieram para a rádio os narradores Rafael Spinelli (ex-Sports+) e Rogério Assis (ex-Jovem Pan e 105 FM), o comentarista Fábio Piperno (ex-Sports+) e os repórteres Rafael Esgrilis (ex-Rádio Globo) e Guto Monte Ablas (ex-Tropical FM). Porém, houve a saída de Gustavo Ribeirão, que foi para o Fox Sports.
À 0h do dia 13 de março de 2017, a Bradesco Esportes FM encerrou suas transmissões, após o final do programa Bandeirantes Acontece, retransmitido da Rádio Bandeirantes de São Paulo. Parte da equipe foi reaproveitada em outros veículos do Grupo Bandeirantes de Comunicação. A frequência foi devolvida à Rede Mundial de Comunicações, que inseriu uma sequência musical popular, identificada como "94.1 FM: O melhor do sertanejo e do forró". A substituta oficial entrou no ar em junho, com a estreia da Rádio Globo no dial FM.

## Equipe
Narradores
- Renato Rainha*
- Rafael Spinelli
- Rogério Assis*
- Odinei Edson (F1)*
- Ivan Zimmermann

Comentaristas
- Fábio Piperno (hoje na Jovem Pan News)
- Jorge Nicola (hoje na Paramount+)
- Robson Ramos*
- Denílson*
- Claudio Zaidan*
- Flávio Saretta (Tênis)
- Jan Balder (F1)
- Alessandra Alves* (F1)

Repórteres
- Umberto Ferretti
- Rafael Esgrilis (hoje na Energia 97)
- Guto Monte Ablas (hoje no Paulistão Play e Rede Voz do Esporte)
- Guilherme Pallesi (hoje na Mix FM)
- Maércio Júnior (hoje na NSports)
- Guilherme Henrique (hoje na GQ)
- João Barretto (hoje na CazéTV)

Ancoragem
- Fernando Camargo (hoje na Energia 97, Paramount+ e NSports)
- Bruno Camarão*
- Bernardo Ramos*
- Murilo Borges (hoje na NSports)
- José Luiz Datena*
- Elia Júnior*
- Roman Laurito*
- Bruna Moraes (hoje na NSports)
- Luis Senador

Correspondentes
- Sergio Patrick (Estados Unidos)
- Estevan Ciccone (Estados Unidos)

- *Seguem até hoje no Grupo Bandeirantes.